# Gonomyia diacanthophora
Gonomyia diacanthophora är en tvåvingeart som beskrevs av Alexander 1941. Gonomyia diacanthophora ingår i släktet Gonomyia och familjen småharkrankar.
Artens utbredningsområde är Peru. Inga underarter finns listade i Catalogue of Life.